# Лиепайская область

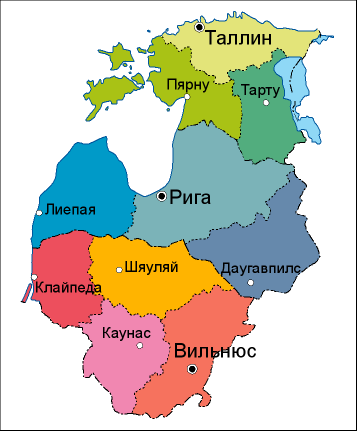
Области в Прибалтике 1952-53 гг. Лиепайская область обозначена голубым цветом

Лие́пайская область — административно-территориальная единица Латвийской ССР, существовавшая в 1952—1953 годах.
Административный центр — город Лиепая.
Лиепайская область (наряду с двумя другими областями республики) была образована 8 апреля 1952 года в ходе эксперимента по введению областного деления внутри союзных республик Прибалтики. Лиепайская область располагалась в западной части Латвии, примыкая к Балтийскому морю. Год спустя эксперимент был признан неудачным и область упразднили (Указом Президиума Верховного Совета СССР от 25 апреля 1953 года).
В состав области входили 2 города областного подчинения (Лиепая и Вентспилс), а также 14 районов: Айзпутский, Алсунгский, Ауцский, Вентспилсский, Добельский, Дундагский, Кандавский, Кулдигский, Лиепайский, Приекульский, Салдусский, Скрундский, Талсинский и Тукумский